# Пјано Финокио (Пескара)
Пјано Финокио (итал. Piano Finocchio) је насеље у Италији у округу Пескара, региону Абруцо.
Према процени из 2011. у насељу је живело 92 становника. Насеље се налази на надморској висини од 376 м.